# Leffonds
Leffonds is een gemeente in het Franse departement Haute-Marne (regio Grand Est) en telt 302 inwoners (2005). De plaats maakt deel uit van het arrondissement Chaumont.

## Geografie
De oppervlakte van Leffonds bedraagt 38,7 km², de bevolkingsdichtheid is 7,8 inwoners per km².
De onderstaande kaart toont de ligging van Leffonds met de belangrijkste infrastructuur en aangrenzende gemeenten.

## Demografie
Onderstaande figuur toont het verloop van het inwonertal (bron: INSEE-tellingen).